# Castelsantangelo sul Nera
Castelsantangelo sul Nera és una localitat i comune italiana de la província de Macerata, regió de les Marques, amb 318 habitants.

## Evolució demogràfica[1]
| Gràfica d'evolució de Castelsantangelo sul Nera entre 1861 i 2.001 |
|                                                                    |
| Font ISTAT - elaboració gràfica de Wikipedia                       |